# Draganovți, Gabrovo
Draganovți (în bulgară Драгановци) este un sat în comuna Gabrovo, regiunea Gabrovo,  Bulgaria. 

## Demografie
Componența etnică a satului Draganovți
     Bulgari (78,6%)
     Nicio identificare (21,39%)
     Altele (0%)
La recensământul din 2011, populația satului Draganovți era de 402 locuitori. Din punct de vedere etnic, majoritatea locuitorilor (78,6%) erau bulgari. Pentru 21,39% din locuitori nu este cunoscută apartenența etnică.